# Familjerådgivning
Familjerådgivning  syftar till att kartlägga och förbättra relationerna inom en familj, främst inom vuxna parrelationer. Familjerådgivning/parterapi kan bedrivas med tyngdpunkt på psykoterapibehandling eller med inriktning på socialt/ekonomiskt stöd från kuratorer, socialsekreterare och präster/diakoner. 

## Familjerådgivning i Sverige
Enligt socialtjänstlagen ska Sveriges kommuner erbjuda familjerådgivning till var och en som begär det. En kommun kan antingen driva familjerådgivningen själv, upphandla tjänsten av en annan kommun eller anlita en privat leverantör vars personal har lämplig kompetens. Verksamheten består av samtal, där syftet är att förebygga och bearbeta svårigheter samt konflikter i parrelationer.

### Sekretess
Den som söker familjerådgivning ska kunna vara säker på att det som sägs under samtalen med familjerådgivaren är strikt konfidentiellt. Därför arbetar familjerådgivningen efter stränga sekretessregler. Även namnet på den som vänt sig till familjerådgivningen är sekretessbelagt. Lag och sekretesskraven betyder också att familjerådgivningen är en separat verksamhet kliniskt inom socialtjänsten. Familjerådgivare medverkar därav inte i bland annat  vårdnadsutredningar.  

### Organisation
Det är inte bara kommunerna som bedriver familjerådgivning. Dels finns organisationer som erbjuder familjerådgivning, t.ex. kyrkan och Sveriges Stadsmissioner, dels finns privata familjerådgivare; små och stora, rikstäckande eller lokala. Vissa av dessa driver även kommunal familjerådgivning på uppdrag av kommunerna. 
Intresseföreningen - Föreningen Sveriges Kommunala Familjerådgivare - utfärdar auktorisation för familjerådgivare. Grundkravet är socionomexamen, flera års erfarenhet av psykosocialt behandlingsarbete med relationella problem samt vidareutbildning i grundläggande psykoterapi. På senare år är det också vanligt att legitimerande psykoterapeuter jobbar som familjerådgivare. Inom rådgivning och parterapi har Kognitiv beteendeterapi (KBT) kommit att bli allt vanligare då metoder inom KBT är starkt beforskade och har gott evidensvärde.  